# Szerva-röpte
A szerva-röpte a tenisz egyik stratégiája, ahol a játékos a szerváját követően gyorsan mozog előre a háló felé. Ezután a szerváló megkísérli röptézni a labdát. Ez a játékstílus az ellentéte az alapvonali játéknak, ahol a szerváló játékos a szervát követően az alapvonal közelében marad, és alapütéseket üt (a labda a megütés előtt lepattan).
Ennek a stratégiának a célja: azonnali nyomás alá helyezni az ellenfelet a labdamenet mielőbbi befejezése érdekében. A fogadó játékos kénytelen jó return-t ütni, különben hátrányba kerül. Ez a stratégia különösen gyors pályákon eredményes (pl. füvön). A siker érdekében nagyon jó szervát kell ütni, vagy extrém sebességgel mozogni a háló felé.

## Fordítás
Ez a szócikk részben vagy egészben  a   Serve and volley című angol Wikipédia-szócikk ezen változatának fordításán alapul.  Az eredeti cikk szerkesztőit annak laptörténete sorolja fel. Ez a jelzés csupán a megfogalmazás eredetét és a szerzői jogokat jelzi, nem szolgál a cikkben szereplő információk forrásmegjelöléseként.